# 加藤鐵夫
加藤 鐵夫（かとう てつお 1948年 - ）は、農林水産省の技官で、元林野庁長官。

## 人物
1970年、名古屋大学農学部林学科卒業後、農林省（農林水産省）入省。林野庁指導部造林保全課課長、計画課長、国有林野部長等を経て、2001年、林野庁長官就任。特に、政策目標を「林業の生産増大」から「森林の多面的機能の持続的発揮」に転換した新しい「森林・林業基本法」の制定（2003年）に努力した。2008年10月より、「持続可能な森林経営研究会」を主宰。2009年末には、「持続可能な森林経営のための30の提言」を公表。

## 略歴
- 1970年 名古屋大学農学部林学科卒業
- 1970年 農林省（農林水産省）入省
- 2001年 林野庁長官
- 2003年 独立行政法人農林漁業信用基金副理事長
- 2007年 財団法人国際緑化推進センター理事長
- 2007年 社団法人全国林業改良普及協会副会長（非常勤）
- 2009年 社団法人日本森林技術協会専務理事（廣居忠量理事長は非常勤）
- 2011年 一般社団法人日本森林技術協会理事長（常勤）